# KazCosmos
L'Agence spatiale nationale de la république du Kazakhstan (kazakh : Қазақстан Республикасы Ұлттық ғарыш агенттiгi), aussi connu comme KazCosmos, ou KazKosmos, est l'agence spatiale nationale du Kazakhstan. Elle a été officiellement créée le 27 mars 2007.

## Histoire
Le 7 janvier 2000, le gouvernement kazakh a décrété qu'il formerait un corps de cosmonautes. À cette époque, deux cosmonautes kazakhs avaient déjà volé, Toktar Aubakirov en 1991, et Talgat Moussabaïev en 1994, 1998, puis 2001. Sur 2000 candidats, deux ont été sélectionnés, Aïdyn Aimbetov et Mukhtar Aymakhanov, en 2002. Ils ont été envoyés à la cité des étoiles pour s'entraîner de 2003 à 2009. En 2009, ils sont retournés travailler à KazCosmos. Il avait été initialement prévu que l'un d'eux effectue un vol spatial en 2005 ou 2006 ; pour des raisons budgétaires, cela a été impossible. Aymakhanov a quitté le Kazakhstan en 2012 pour devenir un citoyen russe pour poursuivre une carrière de cosmonaute, ses chances de voler en tant que kazakh étant réduites. En juin 2015, Aimbetov a été choisi comme remplaçant de Sarah Brightman sur Soyouz TMA-18M / Soyouz TMA-16M. En effet, la chanteuse anglaise devait être la première touriste spatiale depuis 2009 mais son vol a été annulé pour des raisons personnelles.  Aïdyn Aimbetov a quitté Baïkonour le 2 septembre 2015 à bord du Soyouz TMA-18M, a rejoint la Station spatiale internationale, et est rentré le 11 septembre 2015 à bord du Soyouz TMA-16M, atterrissant dans les steppes du Kazakhstan après 10 jours dans l'espace.

## Satellites

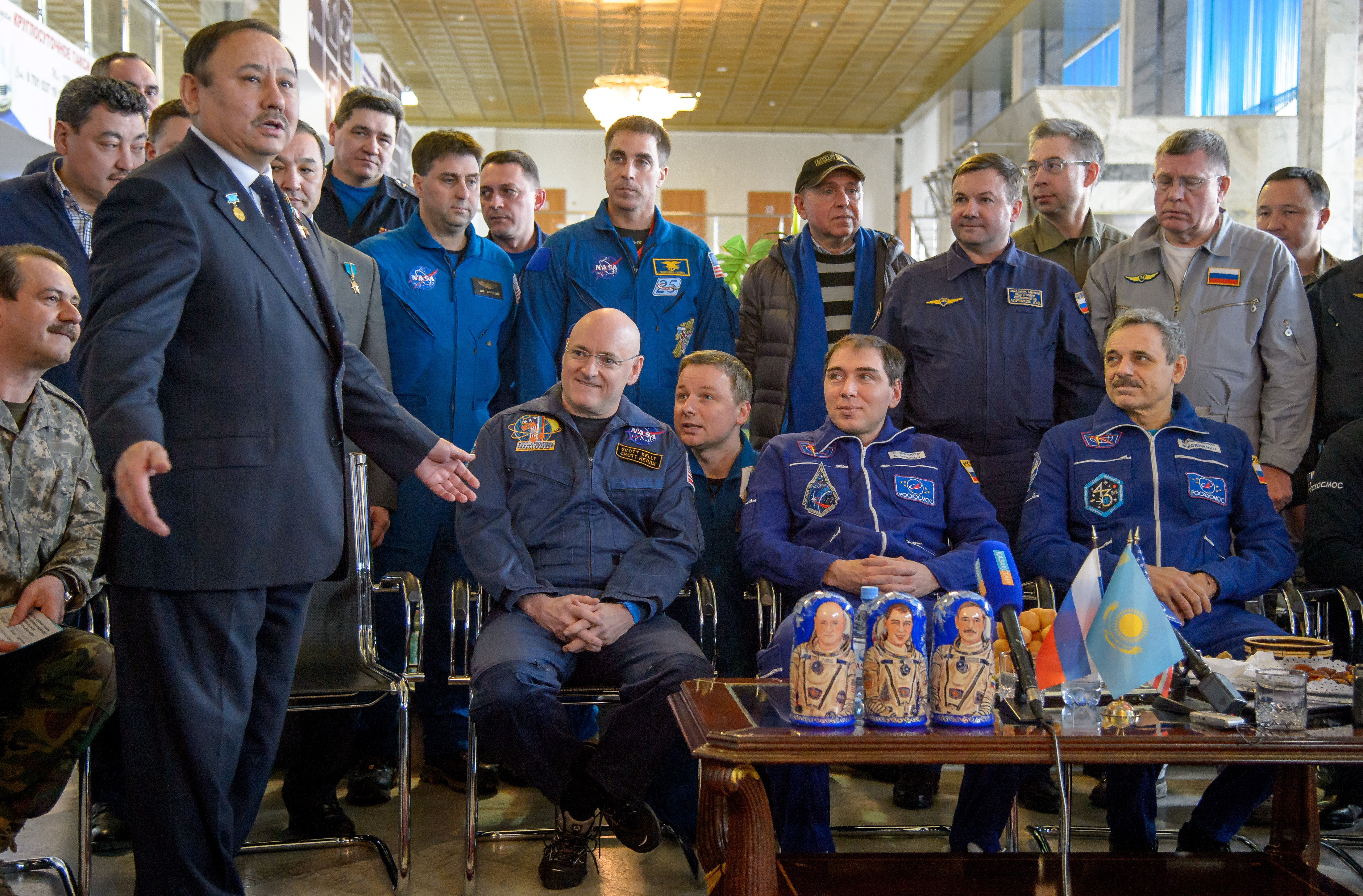
L'ancien cosmonaute et directeur de Kazcosmos Talgat Moussabaïev accueille l'équipage du Soyouz TMA-16M, Aïdyn Aimbetov, Sergueï Volkov (cosmonaute) et Andreas Mogensen en 2015.

L'année précédant la création, le 18 juin 2006, le satellite de télécommunications KazSat-1 a été lancé depuis le cosmodrome de Baïkonour, marquant le début des opérations spatiales indépendantes du Kazakhstan. En 2008, les communications avec le satellite ont pris fin. Le satellite suivant, KazSat-2, a subi une série de retards, mais a été lancé le 16 juillet 2011 à bord d'une fusée Proton,. KazSat-2 a été construit par Krounitchev et Thales Alenia Space Italie. KazCosmos a signé un contrat avec ISS-Reshetnev et Thales Alenia Space Italie le 21 juin 2011 pour le troisième satellite de télécommunications, nommé KazSat-3 et lancé en 2014 sur une Proton-M.

## Opérations
Le chef de l'agence, Talgat Moussabaïev, est un vétéran de trois vols spatiaux, dont deux séjours de longue durée à bord de la station spatiale russe Mir. D'après lui, le cosmodrome de Baïkonour, qui est au Kazakhstan, est le principal élément de la coopération entre les programmes spatiaux russe et kazakh. Baïkonour est en effet encore aujourd'hui le principal spatioport pour les russes, malgré la volonté de développer le cosmodrome Vostotchny.